# Magnete a barra

Linee di campo di un magnete e barra

Con magnete a barra si designa un magnete con profilo cilindrico o quadrato, che ha opposti in modo diametrale, e lineare, le due espansioni polari.
I due poli opposti si trovano in modo simmetrico in linea sull'asse. Nel mezzo della barra il magnetismo è nullo.
Un magnete a U o a ferro di cavallo è di principio un magnete a barra piegato.